# Comté d'Hochelaga
Pour les articles homonymes, voir Hochelaga.
Le comté d'Hochelaga était un comté municipal du Québec ayant existé entre 1855 et 1912. 
Le territoire qu'il couvrait est aujourd'hui compris dans la région administrative de Montréal et correspond au centre et à l'est de l'agglomération de Montréal, moins le territoire de la cité de Montréal dans ses limites de 1855. Son chef-lieu était la municipalité de Longue-Pointe.
En 1912, la plus grande partie du territoire du comté avait été annexée par la Cité de Montréal, ou était constituée de municipalités ayant le statut de ville ou de cité, et n'était donc plus sous la juridiction du Conseil de comté. Par conséquent, la partie restant sous cette juridiction a été transférée au comté de Laval. Les municipalités concernées étaient la paroisse et le village de Sault-au-Récollet, la paroisse de Rivière-des-Prairies, la paroisse de Saint-Léonard-de-Port-Maurice et la paroisse de L'Enfant-Jésus-de-la-Pointe-aux-Trembles.

## Municipalités situées dans le comté
| Nom                                          | Origine et évolution durant l'existence du comté | Changements survenus après la disparation du comté | Références |
| -------------------------------------------- | --- | --- | ---------- |
| Ahuntsic                                     | détaché de Sault-au-Récollet en 1897; annexé à Montréal en 1910 | | [ 5 ]      |
| Beaurivage-de-la-Longue-Pointe               | détaché de Saint-François-d'Assise-de-la-Longue-Pointe en 1898; annexé à Montréal en 1910 | | ,          |
| Bordeaux                                     | détaché de Sault-au-Récollet en 1898 sous le nom de Saint-Joseph-de-Bordeaux; renommé Bordeaux en 1907; annexé à Montréal en 1910 | | [ 8 ]      |
| Côte-de-la-Visitation                        | détaché de la municipalité de la paroisse de Montréal en 1872; partagé entre DeLorimier et Petite-Côte en 1895 | | [ 9 ]      |
| Côte-des-Neiges                              | détaché de Côte-des-Neiges-Ouest en 1889 sous le nom de Notre-Dame-des-Neiges-Ouest; renommé Côte-des-Neiges en 1907; annexé à Montréal en 1910 | | [ 10 ]     |
| Côte-Saint-Louis                             | créé en 1846, avant la création du comté; annexé à Montréal en 1893 | | [ 11 ]     |
| Côte-Saint-Luc                               | détaché de Notre-Dame-de-Grâce-Ouest en 1903 | une partie se détache en 1914 pour former la ville de Hampstead; les deux municipalités sont regroupées avec 27 autres pour former la nouvelle ville de Montréal en 2002 et recréées comme municipalités en 2006 | ,          |
| Émard                                        | détaché du village de Côte-Saint-Paul en 1878 (avec l'ajout d'une dernière partie oubliée de la municipalité de la paroisse de Montréal) sous le nom de municipalité de la paroisse de la Côte-Saint-Paul; renommé Boulevard-Saint-Paul 1902; renommé Émard en 1908; annexé à Montréal en 1910                    | | ,          |
| De Lorimier                                  | détaché de Côte-de-la-Visitation en 1895; annexé à Montréal en 1909 | | [ 17 ]     |
| Hochelaga                                    | détaché de la municipalité de la paroisse de Montréal en 1863; en 1883 une partie est fusionnée à Montréal et le reste forme la nouvelle municipalité de Maisonneuve | | ,          |
| L'Enfant-Jésus-de-la-Pointe-aux-Trembles     | créé en 1855 | renommé Laval-de-Montréal en 1916; fusionné à Pointe-aux-Trembles en 1925 | [ 20 ]     |
| L'Île-Saint-Paul                             | détaché de Verdun en 1899 | fusionné à Verdun en 1956 | [ 21 ]     |
| Maisonneuve                                  | détaché de Hochelaga en 1883 | annexé à Montréal en 1918 | [ 22 ]     |
| Montréal (municipalité de paroisse)          | créé en 1855; la municipalité est démembrée progressivement par la création de plusieurs municipalités à partir du 1er janvier 1863 et devient inactive en 1875 lors de l'incorporation d'Outremont; elle cesse d'exister le 9 mars 1878 lors de la création de la municipalité de la paroisse de Côte-Saint-Paul | | ,          |
| Montréal-Est                                 | détaché de Saint-Jean-Baptiste-de-la-Pointe-aux-Trembles et de Rivière-des-Prairies en 1910 | regroupé avec 28 autres municipalités pour former la nouvelle ville de Montréal en 2002; recréé comme municipalité en 2006 | [ 26 ]     |
| Montréal-Ouest                               | détaché de Notre-Dame-de-Grâce-Ouest en 1897 | regroupé avec 28 autres municipalités pour former la nouvelle ville de Montréal en 2002; recréé comme municipalité en 2006 | [ 27 ]     |
| Sault-au-Récollet (municipalité de paroisse) | créé en 1855 | renommé Montréal-Nord en 1915; regroupé avec 28 autres municipalités pour former la nouvelle ville de Montréal en 2002 | [ 28 ]     |
| Sault-au-Récollet (municipalité de ville)    | détaché de la municipalité de paroisse de Sault-au-Récollet en 1910 | annexé à Montréal en 1916 | ,          |
| Notre-Dame-de-Grâce                          | détaché de la municipalité de la paroisse de Montréal en 1876 sous le nom de Notre-Dame-de-Grâce-Ouest; renommé Notre-Dame-de-Grâce en 1906; annexé à Montréal en 1910 | | [ 30 ]     |
| Notre-Dame-des-Neiges                        | détaché de la municipalité de la paroisse de Montréal en 1863 sous le nom de Côte-des-Neiges; renommé Notre-Dame-des-Neiges en 1889; annexé à Montréal en 1908 | | ,          |
| Outremont                                    | détaché de la municipalité de la paroisse de Montréal en 1875 | regroupé avec 28 autres municipalités pour former la nouvelle ville de Montréal en 2002 | ,          |
| Pointe-aux-Trembles                          | détaché de l'Enfant-Jésus-de-la-Pointe-aux-Trembles en 1905 sous le nom de Saint-Jean-Baptiste-de-la-Pointe-aux-Trembles; renommé Pointe-aux-Trembles en 1912 | annexé à Montréal en 1982 | [ 20 ]     |
| Rivière-des-Prairies                         | créé en 1855 | annexé à Montréal en 1963 | [ 34 ]     |
| Rosemont                                     | détaché de Côte-de-la-Visitation en 1895 sous le nom de Petite-Côte; renommé Rosemont en 1905; annexé à Montréal en 1910 | | ,          |
| Sainte-Cunégonde                             | détaché de la municipalité de la paroisse de Montréal en 1876; fusionné à Montréal en 1905 | | [ 37 ]     |
| Longue-Pointe                                | créé en 1855 sous le nom de Saint-François-d'Assise-de-la-Longue-Pointe; renommé Longue-Pointe en 1907; annexé à Montréal en 1910 | | [ 38 ]     |
| Saint-Gabriel                                | détaché de la municipalité de la paroisse de Montréal en 1875; annexé à Montréal en 1887 | | [ 39 ]     |
| Saint-Henri                                  | détaché de la municipalité de la paroisse de Montréal en 1876; annexé à Montréal en 1905 | | [ 40 ]     |
| Saint-Jean-Baptiste                          | détaché de Côte-Saint-Louis en 1861; annexé par Montréal en 1886 | | [ 41 ]     |
| Saint-Jean-de-Dieu                           | détaché de Saint-François-d'Assise-de-la-Longue-Pointe en 1898 | annexé à Montréal en 1980 | [ 42 ]     |
| Saint-Léonard-de-Port-Maurice                | détaché de Sault-au-Récollet et de Saint-François-d'Assise-de-la-Longue-Pointe en 1886 | la municipalité obtient le statut de ville en 1915; une partie s'en détache en 1916 pour former une nouvelle municipalité de paroisse de Saint-Léonard-de-Port-Maurice; celle-ci est renommée Anjou en 1956; la ville de Saint-Léonard-de-Port-Maurice est renommée Saint-Léonard en 1962; les deux municipalités sont regroupées avec 27 autres pour former la nouvelle ville de Montréal en 2002 | [ 43 ]     |
| Saint-Louis                                  | détaché de Côte-Saint-Louis en 1878 sous le nom de Saint-Louis-du-Mile-End; renommé Saint-Louis en 1895; annexé par Montréal en 1910 | | [ 44 ]     |
| Saint-Michel-de-Laval                        | détaché de Saint-Léonard-de-Port-Maurice en 1912 | renommé Saint-Michel en 1915; annexé à Montréal en 1968 | ,          |
| Saint-Paul                                   | détaché de la municipalité de la paroisse de Montréal en 1874 sous le nom de Côte-Saint-Paul (municipalité de village); renommé Saint-Paul en 1897; annexé à Montréal en 1910 | | [ 46 ]     |
| Saint-Pierre                                 | détaché de Saints-Anges-de-Lachine et Notre-Dame-de-Grâce-Ouest en 1894 sous le nom de Saint-Pierre-aux-Liens; renommé Saint-Pierre en 1908 | fusionné à Lachine en 1999 | [ 47 ]     |
| Tétreaultville                               | détaché de Saint-François-d'Assise-de-la-Longue-Pointe en 1907; annexé à Montréal en 1910 | | [ 48 ]     |
| Verdun                                       | détaché de la municipalité de la paroisse de Montréal en 1875 sous le nom de Rivière-Saint-Pierre; renommé Verdun en 1876 | regroupé avec 28 autres municipalités pour former la nouvelle ville de Montréal en 2002 | [ 21 ]     |
| Villeray                                     | détaché de Sault-au-Récollet en 1896; annexé à Montréal en 1905 | | ,          |
| Westmount                                    | détaché de la municipalité de la paroisse de Montréal en 1873 sous le nom de Notre-Dame-de-Grâce; renommé Côte-Sainte-Antoine en 1879; renommé Westmount en 1895 | regroupé avec 28 autres municipalités pour former la nouvelle ville de Montréal en 2002; recréé comme municipalité en 2006 | [ 50 ]     |

## Formation

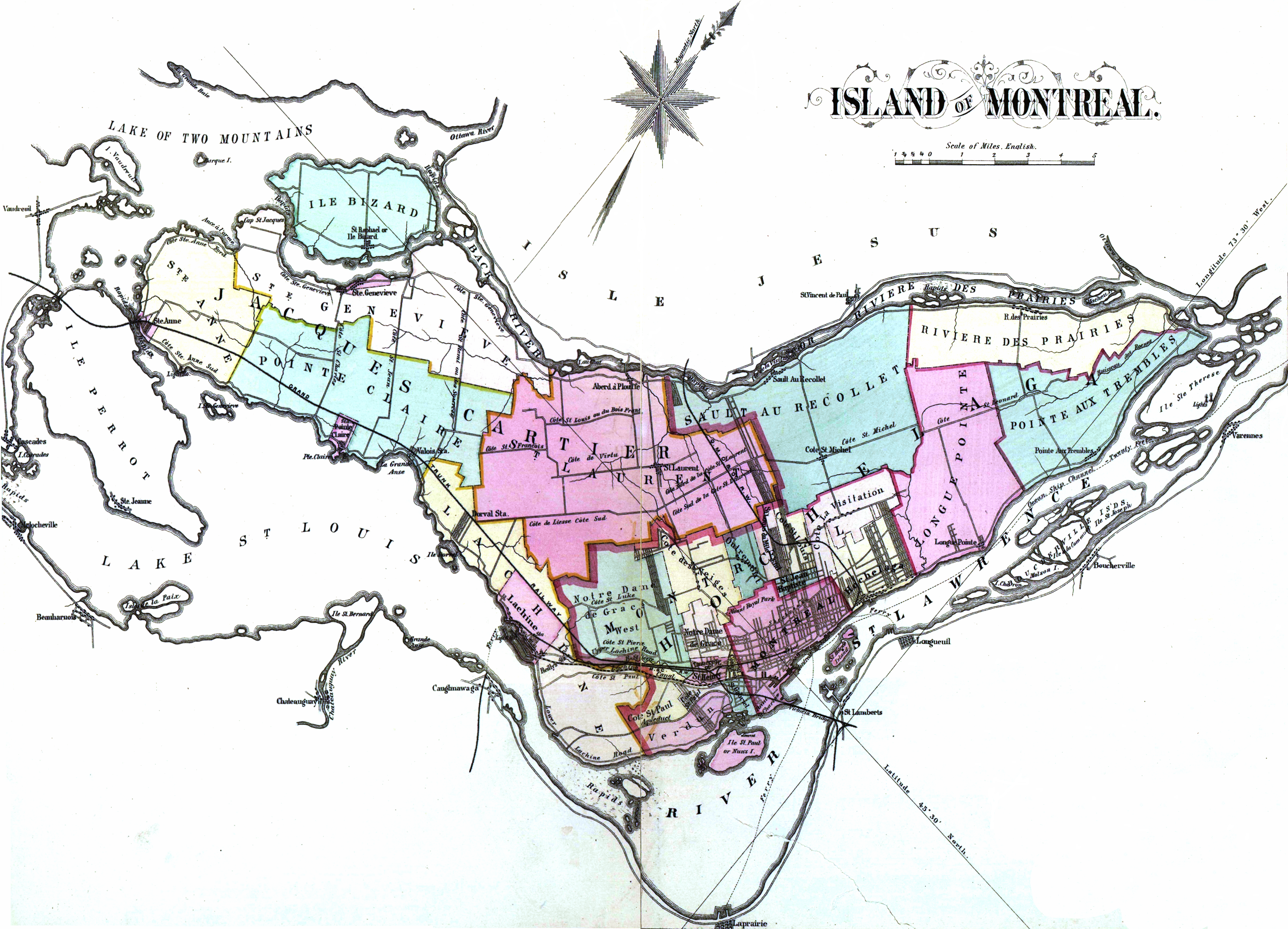
Carte de la ville et de l'île de Montréal, incluant les comtés de Jacques-Cartier et d'Hochelaga, en 1879.

Le comté d'Hochelaga a d'abord été défini à des fins électorales comme la division Hochelaga du comté de Montréal en 1853, puis comme le comté d'Hochelaga en 1855. Il comprenait lors de sa formation les paroisses de Longue-Pointe, Pointe-aux-Trembles, Rivière-des-Prairies, Sault-au-Récollet ainsi que la paroisse de Montréal à l'exclusion de la Cité de Montréal.

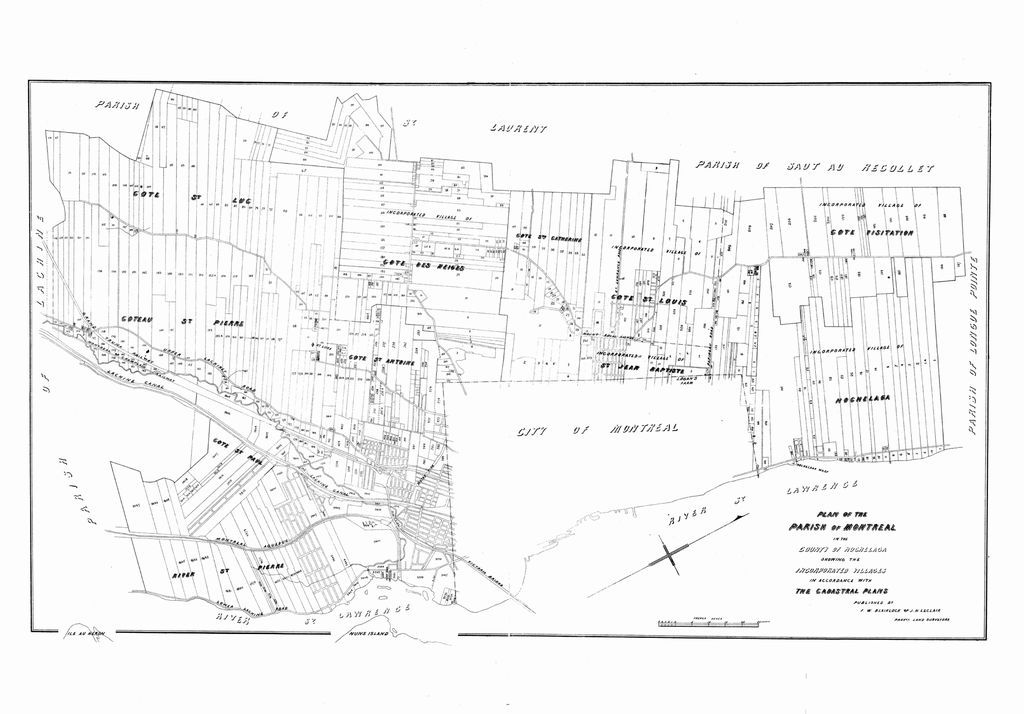
Plan cadastral de la municipalité de la paroisse de Montréal en date de 1872 (publié en 1878). Cette municipalité faisait alors partie du comté d'Hochelaga.